# 皮克馬卡亞國家公園
皮克馬卡亞國家公園是海地的國家公園，位於該國西南部，成立於1983年，面積20平方公里，最高點海拔高度2,347，該地區有65種鳥類棲息。

## 外部連結
- Parc Macaya by Alliance Haiti